# LIBER (feria)

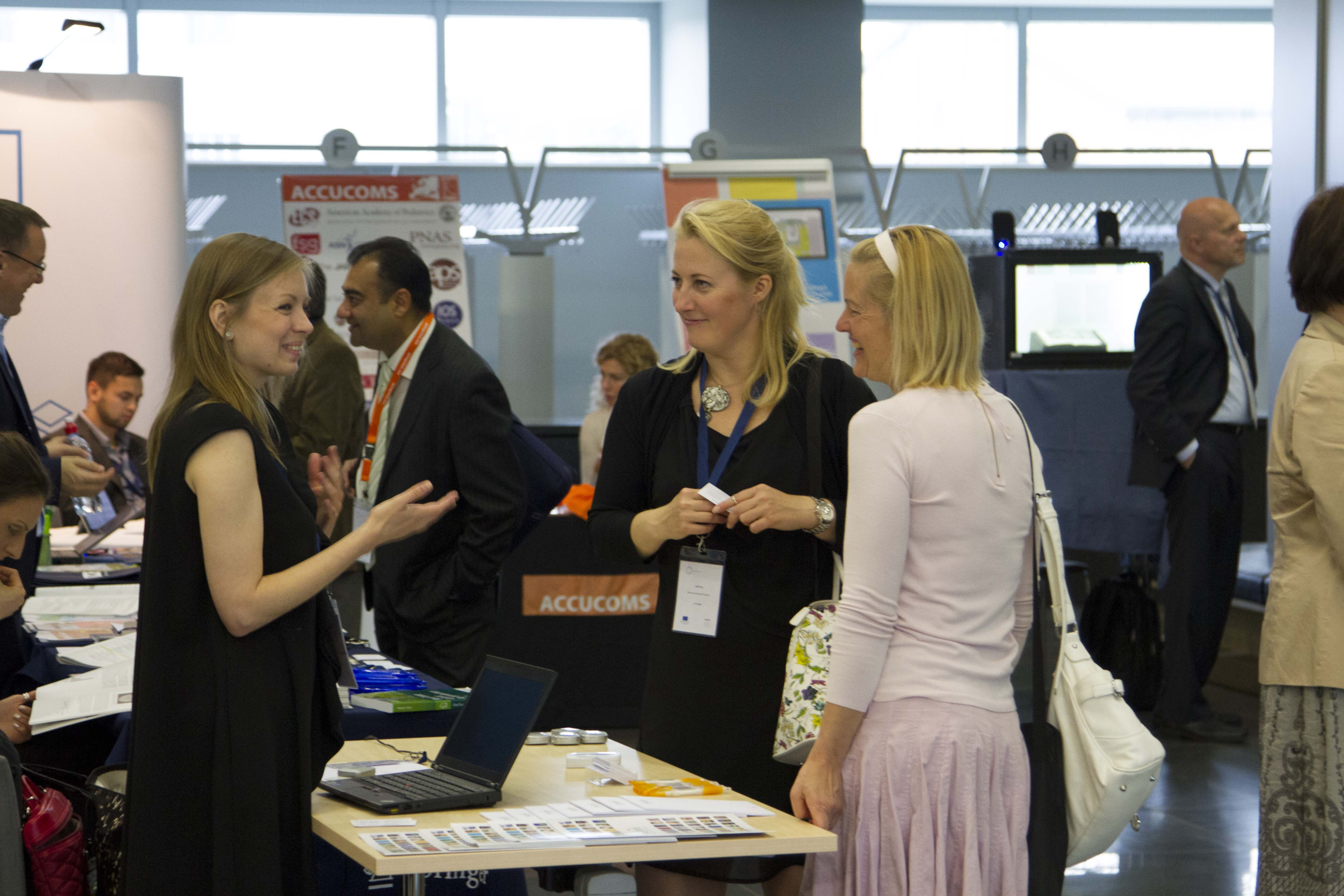
Fotografía de la Feria Internacional del Libro, año 2014

LIBER es la feria internacional del libro de España, escaparate profesional sobre el libro en español y sobre el sector editorial en este país. Sus objetivos son promover la exportación y generar negocio en el sector editorial. Es uno de los principales centros de negocio e intercambio profesional, muy influyente en lengua española, englobando todos los géneros editoriales. Además de la actividad comercial en los stands de las editoriales, Liber es una reconocida plataforma de conocimiento, reflexión y debate del sector editorial gracias a sus Jornadas Profesionales sobre temas de interés general y específicos en el día a día de los diferentes colectivos vinculados a la cadena de valor del libro.
La feria está promovida por la Federación del Gremio de Editores de España y está organizada por IFEMA y Fira de Barcelona al alternarse, su celebración entre las ciudades de Madrid y Barcelona. Con periodicidad anual, habitualmente tiene lugar el mes de octubre. El perfil de los visitantes incluye profesionales vinculados al mundo del libro como libreros, distribuidores, importadores, bibliotecarios, autores, agentes literarios, compradores de derechos, docentes, etc.

## Ediciones
Su primera edición se celebró en 1983 en el Palacio de Cristal de la Casa de Campo de Madrid.
Cada edición de la feria cuenta con un país invitado, el cual dispone de un espacio de representación destacado y un programa de actividades para la promoción de su industria editorial, autores y literatura.
| Año  | País invitado                                                          | Sede                       |
| ---- | ---------------------------------------------------------------------- | -------------------------- |
| 2023 | Polonia                                                                | Madrid                     |
| 2022 | Colombia                                                               | Barcelona                  |
| 2021 | Guadalajara (México)                                                   | Madrid                     |
| 2020 |                                                                        | Barcelona (evento digital) |
| 2019 | Sharjah (Emiratos Árabes Unidos)                                       | Madrid                     |
| 2018 | Cuba                                                                   | Barcelona                  |
| 2017 | Argentina                                                              | Madrid                     |
| 2016 | Puerto Rico                                                            | Barcelona                  |
| 2015 | Arabia Saudí                                                           | Madrid                     |
| 2014 | Paraguay                                                               | Barcelona                  |
| 2013 | Chile                                                                  | Madrid                     |
| 2012 | Paraguay                                                               | Barcelona                  |
| 2011 | Rumania                                                                | Madrid                     |
| 2010 | Puerto Rico                                                            | Barcelona                  |
| 2009 | Rusia                                                                  | Madrid                     |
| 2008 | Quebec                                                                 | Barcelona                  |
| 2007 | Perú                                                                   | Barcelona                  |
| 2006 | Colombia                                                               | Madrid                     |
| 2005 | Grecia                                                                 | Madrid                     |
| 2004 | Panamá, Costa Rica, Honduras, El Salvador, Guatemala y Nicaragua       | Barcelona                  |
| 2003 | República Eslovaca, Chipre, Estonia, Hungría, Letonia, Malta y Polonia | Madrid                     |
| 2002 | Portugal                                                               | Barcelona                  |
| 2001 | Chile                                                                  | Madrid                     |
| 2000 | México                                                                 | Barcelona                  |
| 1999 | Argentina                                                              | Madrid                     |
| 1998 | Cuba                                                                   | Madrid                     |
| 1997 | Brasil                                                                 | Barcelona                  |
| 1995 | Paisos Bajos                                                           | Barcelona                  |

## Homenajes
- Joaquín Sabaté, editor y fundador de Ediciones Urano (2023).[7]
- Pere Gimferrer, editor Seix Barral  (2022).[8]